# Unadilla (wieś)
Unadilla – wieś w Stanach Zjednoczonych, w stanie Nowy Jork, w hrabstwie Otsego.